# 臺灣府中路撫民理番同知
臺灣府中路撫民番同知又稱臺灣中路理番同知。該官職隸屬於臺灣道臺灣府，為臺灣清治時期的地方官員，前身為臺灣府海防兼南路理番同知。始設置於1875年（光緒元年），官職品等則為正五品。臺灣理番同知官職專司負責中臺灣清政府有效轄區治安與區內原住民事務，也兼管海防。其官衙位在彰化鹿港。